# Martin Němec (atlet)
Martin Němec (* 24. května 1974) je český fyzicky handicapovaný atlet. Závodí v kategoriích F55 a F56.
Sportu se věnuje od roku 1997, o rok později se již zúčastnil mistrovství světa v Birminghamu, kde skončil pátý v hodu diskem. V roce 2000 na letních paralympijských hrách v Sydney již disk ve své kategorii vyhrál, přidal též druhou, stříbrnou medaili ve vrhu koulí. V následujícím olympijském mezidobí se z velkých akcí zúčastnil světového šampionátu 2002 v Lille, kde ve světových rekordech vybojoval zlaté medaile v disku i kouli, a mistrovství Evropy 2003 v Assenu, odkud si přivezl tři zlaté – z disku, koule i oštěpu. Na LPH 2004 v Athénách závodil v týchž třech disciplínách, vyhrál hod diskem, v hodu oštěpem skončil devátý a ve vrhu koulí čtvrtý. Z evropského šampionátu 2005 v Espoo si přivezl zlaté medaile z disku a koule a bronzovou z oštěpu, na mistrovství světa 2006 v Assenu vyhrál závody koulařů a diskařů (tento ve světovém rekordu) a byl druhý mezi oštěpaři. Zúčastnil se i letní paralympiády 2008 v Pekingu, kde vybojoval bronzovou medaili v kouli a v disku skončil čtvrtý. Na MS 2011 v Christchurchi se umístil na čtvrtém místě v kouli a na šesté příčce v disku.